# Töjnan
Töjnan uttal (fil) är ett så kallat "namnsatt område"  i den västra delen av kommundelen Tureberg, Sollentuna kommun. Det gränsar till områdena Turebergs trafikplats, Fågelsången, Bagarby och Knista inom samma kommundel samt till Häggvik.